# Жамбылский район (Северо-Казахстанская область)
Жамбылский район (каз. Жамбыл ауданы) — район Северо-Казахстанской области Казахстана.
Районный центр — село Пресновка.
Площадь района — 7,46 тыс. км². 53 населённых пункта объединены в 13 сельских округов (2013). Жамбылский район расположен в типичной котловинно-холмистой гривной равнине Есиль-Тобылского междуречья Западно-Сибирской низменности.

## История
Образован в 1970 году под названием Джамбулский район на базе разукрупнения Пресновского, Мамлютского и Сергеевского районов с райцентром в селе Благовещенка. Жамбылский район образован 29 мая 1997 года в связи с объединением Джамбулского и Пресновского районов или возвращён в старые границы Пресновского района 1928 года.

## Климат и природа
Климат района резко континентальный, среднемесячные температуры января -18…-19°С, июля 18…19°С. Годовое количество осадков 300–330 мм. Характерны малоснежные зимы с относительно жарким летом, со среднегодовой влажностью 74%, толщиной снежного покрова в среднем 16–18 см.
Гидротехнический коэффициент — 0,80. В недрах сосредоточены запасы естественного строительного материала. Имеется около 150 пресных озёр. Некоторые из них относительно крупные: Улкен Каракамыс, Тахтаколь, Майбалык и другие. Часть из них имеет рыбохозяйственное значение. Почвенный покров пёстрый — на гривах развиваются чернозёмы, суглинистые маломощные, на равнинах чернозёмы среднемощные и лугово-чернозёмные, межгривные понижения и озёрные котловинные способствуют формированию солонцовых почв.
На территории района произрастают: ковыль красноватый, типчак, полынь шелковистая, пырей ползучий, шалфей, костер безостый и другие травы. Есть множество лекарственных и медоносных растений. Три вида — адонис весенний, астрагал сладколистный и кувшинка чисто-белая занесены в Красную книгу Казахстана. Из древесной растительности — берёза, осина, тополь, в ленточных борах — остаточные сосняки, а из кустарниковых — ива, вишня, шиповник и боярышник. В лесах и степях района обитает 25 видов млекопитающих: лось, косуля, лисица, корсак, заяц-беляк, сурок, барсук, ондатра, енотовидная собака. На озёрах и болотах можно встретить представителей 49 видов птиц, в числе которых гусь серый, гуменник, белолобый гусь, утки речные, нырковые, гагары, цапли серая и белая, выпь, а также куропатки белая и серая, перепела. Для сохранения и охраны копытных, лося и боровой дичи созданы 3 микрозаповедника: «Чернолесье», «Жанажол» и «Троицкое» общей площадью 3980 га лесных угодий. Для сохранения и расселения сурка-байбака существует 2 микрозаповедника: «Жанажолский» и «Пресновский» площадью 2290 га степных угодий.

## Население
Национальный состав (на начало 2019 года):
- казахи — 8658 чел. (44,52 %)
- русские — 8080 чел. (41,55 %)
- украинцы — 1267 чел. (6,52 %)
- немцы — 701 чел. (3,60 %)
- татары — 226 чел. (1,16 %)
- белорусы — 111 чел. (0,57 %)
- другие — 404 чел. (2,08 %)
- Всего — 19 447 чел. (100,00 %)

## Административно-территориальное деление
Административно-территориальное деление района:
| Сельский округ/город           | Население, чел. (2009) | Населённые пункты                                                                          |
| ------------------------------ | ---------------------- | ------------------------------------------------------------------------------------------ |
| Архангельский сельский округ   | 1030                   | село Архангелка, село Айтуар, село Ульги, аул Баймаганбета Изтолина, село Баян             |
| Благовещенский сельский округ  | 3669                   | село Благовещенка, село Богдановка, село Майбалык, село Талпын                             |
| Жамбыльский сельский округ     | 1317                   | село Жамбыл, село Амангельды, село Есперлы, село Караагаш, село Суатколь                   |
| Кладбинский сельский округ     | 1027                   | село Кладбинка, село Сенжарка, село Симаки, село Уткино, село Новорыбинка, село Миролюбово |
| Казанский сельский округ       | 1149                   | село Казанка, село Екатериновка, село Матросово, село Светлое,                             |
| Кайранкольский сельский округ  | 1858                   | село Кайранколь, село Новое, село Украинское                                               |
| Майбалыкский сельский округ    | 1436                   | село Святодуховка, село Жанажол, село Ольговка, село Сабит                                 |
| Мирный сельский округ          | 1758                   | село Мирное, село Айымжан, село Узынколь, село Петровка, село Рождественка                 |
| Озёрный сельский округ         | 1167                   | село Озёрное, село Акбалык, село Бауманское, село Каракамыс                                |
| Первомайский сельский округ    | 1041                   | село Будённое, село Калиновка, село Кабань, село Чапаевка                                  |
| Пресновский сельский округ     | 5822                   | село Пресновка, село Островка, село Железное                                               |
| Пресноредутский сельский округ | 741                    | село Пресноредуть, аул Нурымбет, село Макарьевка, село Семиозёрка, село Ястребинка,        |
| Троицкий сельский округ        | 937                    | село Троицкое, село Орталык                                                                |

## Экономика
Основные отрасли сельского хозяйства — зерновое хозяйство и животноводство. Выращивают зерновые культуры (пшеница, ячмень), картофель и овощи. Разводят крупный рогатый скот, лошадей, овец и коз, свиней. Имеются маслозаводы, элеваторы, 2 лесхоза. В районе 3 археологических, 20 историко-архитектурных памятников; Дом-музей И. Шухова, С. Муканова и Г. Мусрепова. По территории района проходят автомобильная дорога Петропавловск — Костанай и железная дорога Курган — Новоишимский.

## Люди и события
Исторические личности на территории района: Толыбай сыншы, Сегиз-Сери, Кожаберген-жырау, Токсан би, Сексен батыр, Нияз сере, Шагырай-сал, Баймагамбет Истулин, Игибай Алибаев, Сабит Муканов, Габит Мусрепов, Иван Шухов, Сафуан Шаймерденов, Ербол Шаймерденов. Здесь прошло детство Г. Потанина, В. Дьяченко.
Значимые исторические события, происходившие на территории района: юбилей С. Муканова (2000), юбилей Г. Мусрепова (2002), 250-летие Кожаберген жырау (2012). Герои Социалистического труда: А. Т. Самсонов, И. Т. Яненко, Е. Ш. Шайкин, А. Л. Асадулаев, И. Н. Калмыков, В. А. Самсонов, И. В. Подоляник, Т. Мустафин, К. С. Сураганова.
Из района уходили на фронт Герой Советского Союза В. М. Довженко, полные кавалеры ордена Славы Я. И. Батырев, Амреш Дарменов, К. Е. Мосякин.
В Пресновке окончил школу с золотой медалью в 1977 году Мещеряков Виталий Витальевич (род. 10 ноября 1959) — доктор медицинских наук, профессор, известный в России учёный врач-педиатр.